# Darnell Clavon
Darnell Clavon (* 10. Dezember 1972 in Detroit) ist ein ehemaliger US-amerikanischer Basketballspieler. Er spielt zurzeit beim zweifachen rumänischen Meister CSU Sibiu.

## Allgemein
Darnell Clavon spielt sowohl als Point Guard (Aufbauspieler), als auch als Shooting Guard. Er ist 1,88 m groß. Bei CSU hat er die Trikotnummer 10 und ist außerdem Mannschaftskapitän.
Clavon begann seine Karriere auf dem College Hawaii-Chaminade.

## Auszeichnungen und Erfolge
- Pokalfinalist in Holland 2004
- Vizemeister in Holland 2004
- Eurobasket.com All-Romanian League Guard of the Year 2005
- Eurobasket.com All-Romanian League 1st Team 2005
- Eurobasket.com All-Romanian League Import Player of the Year 2005
- Rumänische "Divizia A", 3. Platz (Bronze-Medaille) in der Saison 2005/2006